# Okolište (arheološki lokalitet)
Arheološko područje Okolište (ili Okolišće) iz doba neolitika nalazi se u općini Visoko, Bosna i Hercegovina. Proglašena je nacionalnim spomenikom Bosne i Hercegovine. To je najveće nalazište butmirske kulture. Iskapanja su identificirala najmanje devet faza u povijesti naselja.

## Lokacija
Visočki bazen se nalazi 40 km sjeverozapadno od Sarajeva. Sliv presijeca rijeka Bosna i nalazi se na 400 – 410 m nadmorske visine. Bazen je okružen miocenskim planinama do 1000 m visine. Unutar Visočkog bazena prema istraživanjima i ranijim iskapanjima poznato je oko 15 nalazišta srednjeg i kasnog neolitika.

## Istraživanja
Terenski rad usmjeren na lokalitet Okolište, koji se nalazi u sjevernom dijelu Visočke kotline, obavljen je tijekom nekoliko kampanja od 2002. do 2008. godine. Zbog svoje veličine od oko 7 ha, ovo naselje je kategorizirano kao središnje nalazište u Visočkoj kotlini, u kojoj se nalazi još nekoliko neolitskih nalazišta, poput onih u Donjem Moštru i Arnautovićima.
Između sela Radinovići i Okolište, oko 6 km sjeverozapadno od Visokog, nalazi se neolitsko naselje Okolište. U dolinama rijeka Bosne i Neretve nalazi se ukupno 36 lokaliteta butmirske kulture. Najveće naselje u Sarajevskom bazenu nalazi se u Butmiru, dok je najveće naselje u Visočkom bazenu u Okolištu, sa površinom od 7-5 hektara.
Visočki bazen je, zajedno sa susjednim Kaknjem, bio središte neolitskog naseljavanja srednje Bosne. Područje je doživjelo izrazito povećanje broja i ukupne površine naselja koja datiraju oko 5200. pr. Kr. ili ranije.
Istraživanja su provedena u suradnji s Rimsko-njemačkom komisijom Njemačkog arheološkog instituta iz Frankfurta i Sveučilišta u Bambergu i Kielu te Gradskog muzeja u Visokom. Geomagnetska prospekcija jasno pokazuje veći broj zaštitnih jaraka i pokazala je jasno vidljivu strukturu od 54 kuće. Duljina im se kreće između 12 i 13 m, a širina između 6 i 8 m. Detaljnim mjerenjima unutar pojedinih kuća utvrđeno je, uključujući zidove, višeprostorne pregrade i dvije peći u svakoj kući, što se uvelike podudara s objektima poznatim u neolitičkom naselju Obre II.
Tijekom iskapanja otkriveno je ukupno 7 kuća. Unutar nekoliko kuća pronađeni su ostaci peći, ognjišta, veliki broj radionica, ukrasa i radionica za izradu kamenih alata, te veliki broj raznih jama. Najveći dio pronađenog arheološkog materijala čini keramika. Keramičke posude sadržajem ornamenata i oblika pripadaju fazi Butmir II i donjoj fazi Butmir III (Hvar-Lisičići), koja datira iz 4800.–4700. pr. Kr.
Rezultati istraživanja i geomagnetskog snimanja omogućuju procjenu broja kuća i naseljenosti Okolišta. Procjenjuje se da je u ranijoj fazi naselja istodobno postojalo 200 kuća. Uz pretpostavku da se svako kućanstvo sastoji od procijenjenih pet pojedinaca, broj stanovnika može se procijeniti na otprilike 1000. Visočki bazen mogao bi biti dom za oko 3500 stanovnika, što odgovara gustoći naseljenosti od 32 stanovnika po km².
Proizvodnja hrane u kasnom neolitiku u bazenu Visoko i njegovoj okolici temeljila se na kombinaciji poljoprivrede i stočarstva, dok je lov bio od manjeg značaja. Govedo je imalo veliki značaj za neolitsko stanovništvo Visočke kotline. Poljoprivreda Okolišta temeljila se na uzgoju žitarica u kojima su dominirali emer i jednozrna pšenica, uz ječam, proso i golu pšenicu.
Unutar 1 km je još jedno arheološko nalazište Donje Moštre, koje osim neolitske kulture ima i artefakte bakrenog doba, iz razdoblja Vučedolske kulture .